# Базиліка Ульпія

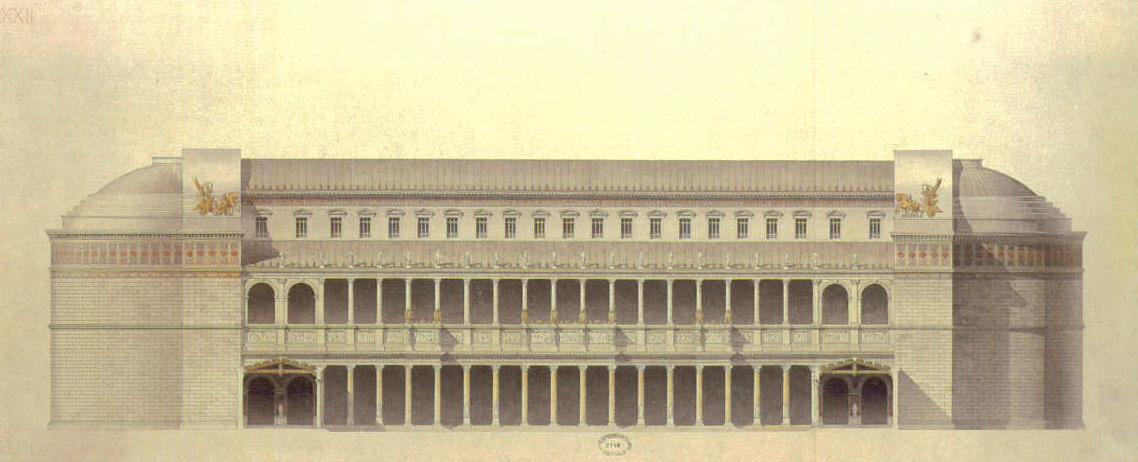
Реконструкція базиліки

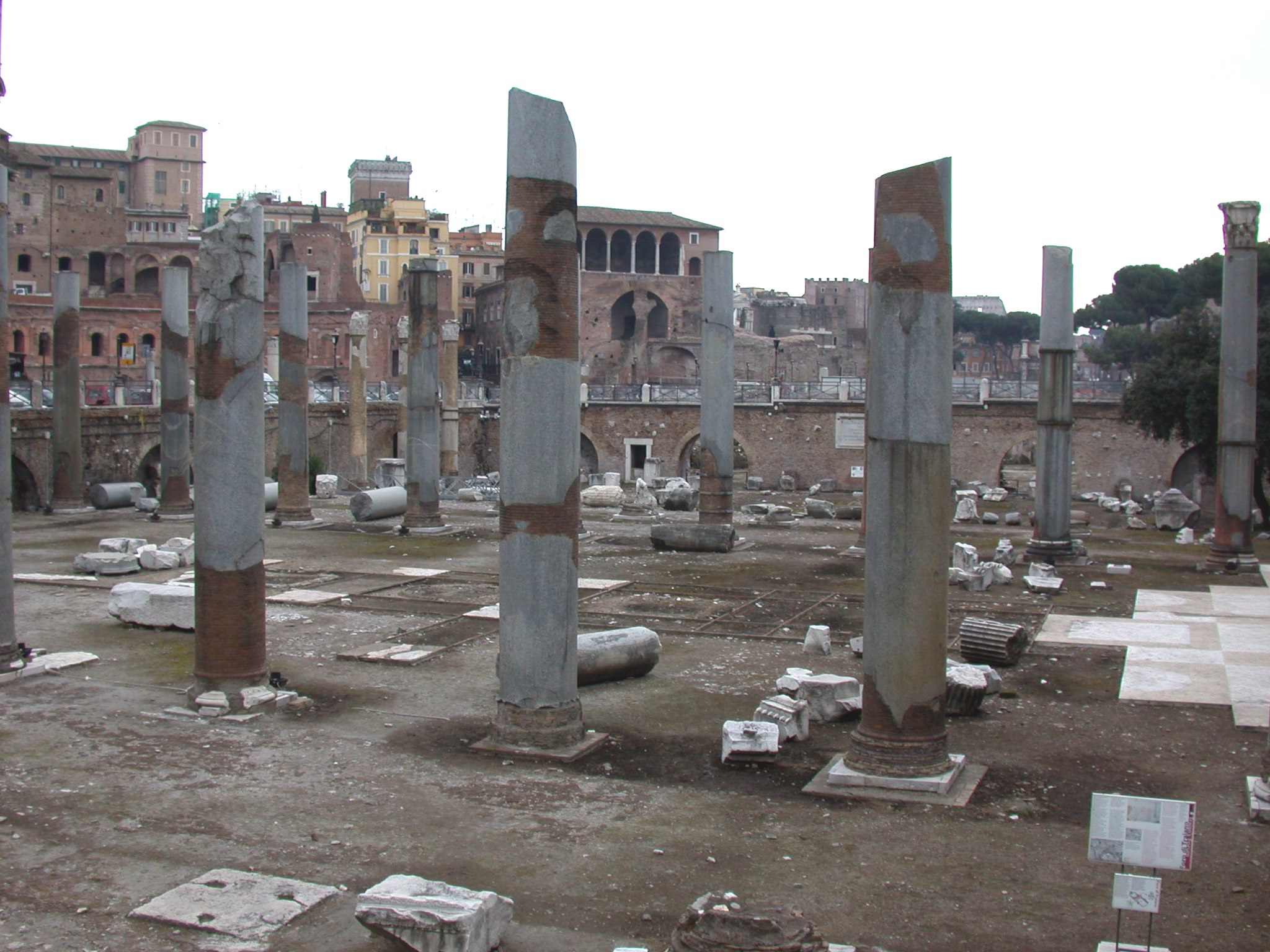
Рештки базиліки

Базиліка Ульпія — громадська будівля в Стародавньому Римі, розміщена на форумі Траяна. Була названа на честь імператора Траяна, чиє повне ім'я було Марк Ульпій Траян.
Вона стала найважливішою базилікою після двох стародавніх — базиліки Емілія та базиліки Юлії. З її будівництвом велика частина політичного життя перемістилося з Римського форуму на форум Траяна. Так тривало до будівництва базиліки Максенція та Костянтина.
На відміну від пізніших християнських базилік, вона не мала релігійних функцій; вона була створена для звершення правосуддя, торгівлі та відвідування імператором. Також вона була найбільшою в Римі, розміром 117 на 55 метрів.
У плані базиліка Ульпія була прямокутною. Вона складалася з великого центрального нава з чотирма проходами, розділеними рядами колон та екседрами в кінцях. Центральний неф охоплював всю висоту будівлі, бічні ж нефи були двоярусним. Колони та стіни були з дорогого мармуру; будівля перекривався бронзовими кроквяними фермами трикутної форми. Дах, що підносився на 50 метрів, був покритий позолоченою бронзовою черепицею. З зовнішніх довгих сторін фасадів проходили галереї.
Багато колон все ще стоять на своєму місці, хоча більшість впали. Частина фундаменту базиліки розташована тепер під вулицею Віа деі Форі Імперіалі — шосе, побудоване при Беніто Муссоліні. Весь будинок було прикрашено трофеями дакійської війни, що проводилася Траяном.
Пізніше базиліка використовувалася Костянтином як архітектурний зразок для планування нових християнських церков.